# Chinaldato 4-ossidoreduttasi
La chinaldato 4-ossidoreduttasi è un enzima appartenente alla classe delle ossidoreduttasi, che catalizza la seguente reazione:
chinaldato + accettore + H2O ⇄ chinurenato + accettore ridotto
L'enzima di Pseudomonas sp. AK2 agisce anche su chinolina-8-carbossilato, mentre quello isolato in Serratia marcescens 2CC-1 può ossidare il nicotinato; il chinaldato è un substrato per entrambi i tipi di enzima. 2,4,6-Trinitrobenzene sulfonato, 1,4-benzochinone, 1,2-naftochinone, nitroblu tetrazolo, tionina e menadione possono fungere da accettori di elettroni per il primo tipo di enzima, il ferrocianuro per il secondo; Meldola blu, iodonitrotetrazolo cloruro, fenazina metasolfato, 2,6-diclorofenolindofenolo e il citocromo c possono agire come accettori di elettroni per entrambi.